# 獅頭山癭蚜
獅頭山癭蚜（学名：Astegopteryx shitosanensis）为扁蚜科刺額扁蚜屬下的一个种。